# Laccophilus meii
Laccophilus meii är en skalbaggsart som beskrevs av Rocchi 2000. Laccophilus meii ingår i släktet Laccophilus och familjen dykare. Inga underarter finns listade i Catalogue of Life.